# Black Orchid (Killer Instinct)
Black Orchid (escrito como «B. Orchid» o simplemente «Orchid» en los juegos) es un personaje jugador en la serie de videojuegos de lucha Killer Instinct creada por Rare. Presentada como uno de los dos personajes femeninos del Killer Instinct original en 1994, Orchid ha aparecido en todas las entradas de la serie hasta la fecha. Una misteriosa espía y luchadora, es la protagonista femenina de la serie, junto con su hermano menor Jago, y es uno de los personajes de Killer Instinct más famosos y mejor recibidos.

## Apariciones
En Killer Instinct (1994), Black Orchid es una enigmática y letal agente secreta de 23 años de una organización internacional de espionaje orientada a los vigilantes. Haciéndose pasar por secretaria, se infiltra en Ultratech, la empresa que organiza el torneo Killer Instinct, para descubrir la verdad detrás de las misteriosas desapariciones relacionadas con él. En su final, reúne con éxito suficiente información para derrotar a Ultratech.
En la secuela, Killer Instinct 2 (1996), se revela que Black Orchid, que ahora tiene 24 años,destruyó a Eyedol (el jefe del primer juego), lo que envió el edificio Ultratech dos milenios al pasado. Ahora busca destruir a Gargos y encontrar un camino a casa para comenzar una nueva vida. En sus finales, el guerrero Jago se revela como su hermano menor.
Orchid aparece en el reinicio de la serie, Killer Instinct (2013). Criada por su padre soltero Jacob, miembro del Seal Team Six, Orchid exhibe inestabilidad emocional desde una edad temprana, una vez casi quemando su escuela mientras culpa a lo que ella llama el Firecat («Gato de fuego»). Después de esto, Jacob la lleva a una cabaña aislada en la montaña para entrenar, ya que Orchid había heredado la capacidad de convocar al Firecat de su abuela, quien la obtuvo luego de su participación en el experimento del Proyecto Aries 9 durante la Segunda Guerra Mundial. Temiendo que el gobierno o Ultratech la usen como herramienta, le enseña combate, uso de armas y cómo invocar al Firecat. Dos años más tarde, son encontrados por el Departamento de Guerra Especial, una secta encubierta del Departamento de Seguridad Nacional de los Estados Unidos, y Jacob se ve obligado a regresar al servicio a cambio de la libertad de su hija, muriendo en un atentado suicida un año después. Huyendo de su nueva familia adoptiva y viviendo en las calles, la adolescente Orchid finalmente es encontrada por el comandante del SWD, el mayor Weaver, quien revela que Jacob fue asesinado por Ultratech, le entrega su diario y le pide que se una a la organización. Orchid está de acuerdo y comienza a asumir misiones para ellos, reuniendo pistas que vinculan a Ultratech con una camarilla terrorista, mientras descubre en el diario de Jacob que tuvo una romance y tuvo un hijo.
Una década más tarde, Weaver asigna a Orchid a una operación encubierta en Ultratech haciéndose pasar por una científica, donde se entera por primera vez del Protocolo Pinnacle y que varios miembros del SWD están bajo el control de ARIA. Sin embargo, su tapadera queda descubierta y destruye el laboratorio con su Firecat y escapa. Sin creer en sus hallazgos, Weaver afirma que Orchid se ha vuelto paranoica e inestable y la descarta, pero muere en un atentado esa misma noche. Acusada del asesinato de Weaver, Orchid es tildada de terrorista y obligada a huir del país. Creyendo que Ultratech la incriminó, Orchid emigra a los Cárpatos en Europa del Este, donde forma una red de espías clandestina conocida como los Desautorizados, formada por otros agraviados por Ultratech que buscan acabar con ellos. Durante sus misiones, conoce y se hace amiga de Maya y recluta a Eagle para los Desautorizados, enviándolo a infiltrarse en el torneo Killer Instinct. Cuando se informa que Eagle está muerto, Orchid asume el personaje de Black Orchid y se une al torneo para descubrir qué sucedió, donde Jago casi la mata antes de darse cuenta de que es su hermano, los dos se comprometen a descubrir qué le había sucedido al padre de Orchid y La madre de Jago. Más tarde, Orchid se une a T.J. Combo para destruir un laboratorio Ultratech y transmitir evidencia de sus crímenes al mundo. Ella se une a la fuerza rebelde de Maya junto a T.J. y Jago, pero quedan atrapados por las fuerzas Ultratech mientras el plan de ARIA para convocar a Gargos se hace realidad. Sin embargo, el ataque se detiene por razones desconocidas y se ordena a las fuerzas de Ultratech retirarse. Más tarde, ella y los otros rebeldes se ven obligados a unirse a la alianza de ARIA para detener a Gargos cuando demuestra que es demasiado fuerte para derrotarlo solo.
Fuera de la serie de juegos, B. Orchid aparece en los cómics de Killer Instinct de 1996, donde es una de las principales protagonistas. En 2008, Rare creó Vision Cards basadas en ella y otros luchadores de Killer Instinct para usar en su videojuego Viva Piñata: Trouble in Paradise.
Aunque la raza de Black Orchid no se menciona en los juegos, cuando se le preguntó sobre el tema, Rare declaró que ella es mulata.

## Jugabilidad
El estilo de lucha de Black Orchid enfatiza la pelea con palos de Kali (también conocida como eskrima) en el Killer Instinct original y el juego de 2013, y la tonfa de Okinawa en Killer Instinct 2. En todos los juegos, también usa patadas, incluido un movimiento especial que se asemeja a la patada giratoria de Chun-Li. En Killer Instinct, uno de sus movimientos especiales la transforma en un «gato de fuego». En Killer Instinct 2, Orchid recibió una revisión completa de jugabilidad, que incluyó la pérdida de su movimiento especial de transformación de tigre.
Uno de los movimientos finales originales de Orchid es que le da un ataque al corazón a un enemigo derrotado al desnudarse y mostrarle sus pechos. Apareció sólo en el primer juego para arcade y SNES; la versión de Game Boy presenta solo el otro, donde convierte a un enemigo en una rana y luego lo pisotea. Orchid le da la espalda al jugador cuando realiza el movimiento de mostar sus pechos. Un rumor popular decía que al colocarla frente a un espejo y realizar este movimiento final, el jugador podía ver sus senos reflejados en el espejo. En respuesta a este rumor, el diseñador Ken Lobb señaló que no hay ningún espejo en ninguno de los niveles de Killer Instinct.
Si bien Orchid conserva muchos de sus movimientos clásicos en el título de 2013, también se le han otorgado varias habilidades nuevas, como la capacidad de usar su Fire Cat como proyectil en el modo Instinct y como parte de sus movimientos Shadow. Su clásico disfraz «retro» se incluyó como contenido desbloqueable en un parche del juego. Según Prima Games, Orchid es un personaje muy equilibrado que «vive y muere en un 50/50». Si bien Orchid «parece deficiente en comparación con los otros personajes» en el sentido de que «sus movimientos especiales son en su mayoría inseguros y no tiene esa táctica abusiva que la mayoría de los otros personajes parecen poseer», ella tiene la velocidad de movimiento más rápida y su modo Instinct es uno de los mejores del juego.

## Recepción
Black Orchid se ubicó como el personaje de Killer Instinct más popular entre los fanáticos de la serie según una encuesta oficial realizada en 2013 por el desarrollador del juego Double Helix Games en Facebook, recibiendo el 23% de los votos; múltiples publicaciones de juegos la han llamado el personaje «favorito de todos». GamesRadar declaró: «Para algunos jugadores de la vieja escuela, B. Orchid está por encima de Chun-Li como la icónica Primera Dama de los juegos de lucha». GamesTM comentó en 2004: «De todos los personajes disponibles, B. Orchid demostró estar entre los más populares. Si eso se debió a su facilidad de uso o al hecho de que su pecho rebotaba como loco sigue siendo un misterio... ». Según Rare Gamer, «encontrado pegado en los costados de los gabinetes de KI2 en todas partes, B. Orchid se ha convertido casi en sinónimo de cualquier mención de Killer Instinct, y su regreso haría que la comunidad celebrara». En 2014, el Portal PlayGame del sitio web brasileño GameHall la clasificó como la 95.ª «chica de juegos» más atractiva.
El movimiento final «exhibicionista» de Orchid fue una fuente de mucha atención de los medios, incluido el hecho de que Wired la clasificara como la quinta muerte más creativa en un videojuego en 2009. En 2011, ocupó el tercer lugar en una lista de las «fatality más locas» en los juegos realizada por Complex, mientras que UGO.com enumeró el movimiento final «donde saca sus cachorros de suéter y hace que su oponente tenga un ataque al corazón relacionado con una erección» como la muerte cinematográfica número 47 más desagradable en los videojuegos. En 2012, Houston Press lo clasificó como la quinta 'muerte' más estúpida en cualquier juego, ya que «esto hace que los personajes masculinos sufran ataques cardíacos y mueran» incluso si no son humanos.
Por otro lado, GamePro la incluyó en una lista de 2011 titulada «Seis de los personajes más rotos en la historia de los videojuegos», diciendo que es «un personaje olvidable» y que está rota debido a su imparable secuencia combo. Rob Bricken de Topless Robot criticó su apariencia original como un personaje tipo de «una mujer cómicamente sobresexualizada»: «Es difícil precisar el personaje femenino más descaradamente objetivado del mundo de los juegos de lucha, pero B. Orchid bien puede serlo. A menos que, por supuesto, todo fue una broma». En una reseña contemporánea de Killer Instinct Gold, Next Generation también se burló de su excesiva sexualización cómica, empleando en un momento la frase «tan seguro como que los pechos de Orchid son falsos». La diseñadora de juegos Celia Pearce la citó entre otros personajes como un ejemplo de «lencería kombat», afirmando que su atuendo tenía más que ver con la fantasía masculina de ver a las mujeres en batalla que con el empoderamiento femenino.